# Assycuera waterhousei
Assycuera waterhousei är en skalbaggsart som först beskrevs av White 1855.  Assycuera waterhousei ingår i släktet Assycuera och familjen långhorningar. Inga underarter finns listade.